# Osako Aoto
Osako Aoto (sinh ngày 23 tháng 5 năm 2003) là một cầu thủ bóng đá người Nhật Bản.

## Sự nghiệp câu lạc bộ
Osako Aoto hiện đang chơi cho FC Tokyo.